# Dvärglin
Dvärglin (Radiola linoides) är en växtart i familjen linväxter. 